# 마양도
마양도(馬養島) 혹은 마량이도는 북한 함경남도 신포시 앞바다에 위치한 섬이다. 섬이 많지 않은 함경남도에서 제일 큰 면적의 섬이다. 이곳에는 북한의 동해함대 잠수함기지가 소재한다.